# Pieter Sluyter
mr. Pieter Sluyter was een landmeter die in de 16e eeuw een belangrijke rol heeft gespeeld bij het in kaart brengen van de Groote Waard, een voormalig gebied gelegen ten zuiden van Dordrecht, waarvan een deel heden ten dage bekend is als Nationaal Park De Biesbosch.

## Landmeters
In het Graafschap Holland waren landmeters officieel beëdigde (gezworen) functionarissen die een proeve van bekwaamheid moesten afleggen. Pieter Sluyter werkte samen met zijn broer Jacob Sluyter die eveneens landmeter was.

## Activiteiten
Pieter en Jacob Sluyter zijn op veel plaatsen in het westelijk deel van Holland actief geweest, aanvankelijk in het bijzonder in de omgeving van Leiden. Rond 1551 werd Pieter Sluyter aangesteld als beëdigd landmeter van Dordrecht en het baljuwschap Zuid-Holland. Jaarlijks ontving hij 18 Carolusguldens plus de accijnzen van 10 tonnen bier. Uit jaarrekeningen van de stad Dordrecht wordt duidelijk dat hij in een wijd gebied rond Dordrecht actief is geweest: zo hield hij ook toezicht op de werkzaamheden aan de hoofden en dammen bij Werkendam.

## Biesbosch
Na de Sint-Elisabethvloeden bleef het gebied ten zuiden van Dordrecht achter als een grote waterwildernis die bekend stond als het Bergsche Veld. De naam was gebaseerd op de nabijheid van de stad Geertruidenberg. Door dit overstroomde gebied liep de voormalige rivier de Maas die voor de vloeden de grens vormde van de graafschappen Holland en Brabant. De naamsbekendheid van Sluyter is vooral bewaard gebleven vanwege zijn inspanningen om de loop van de voormalige rivier de Maas in kaart te brengen.

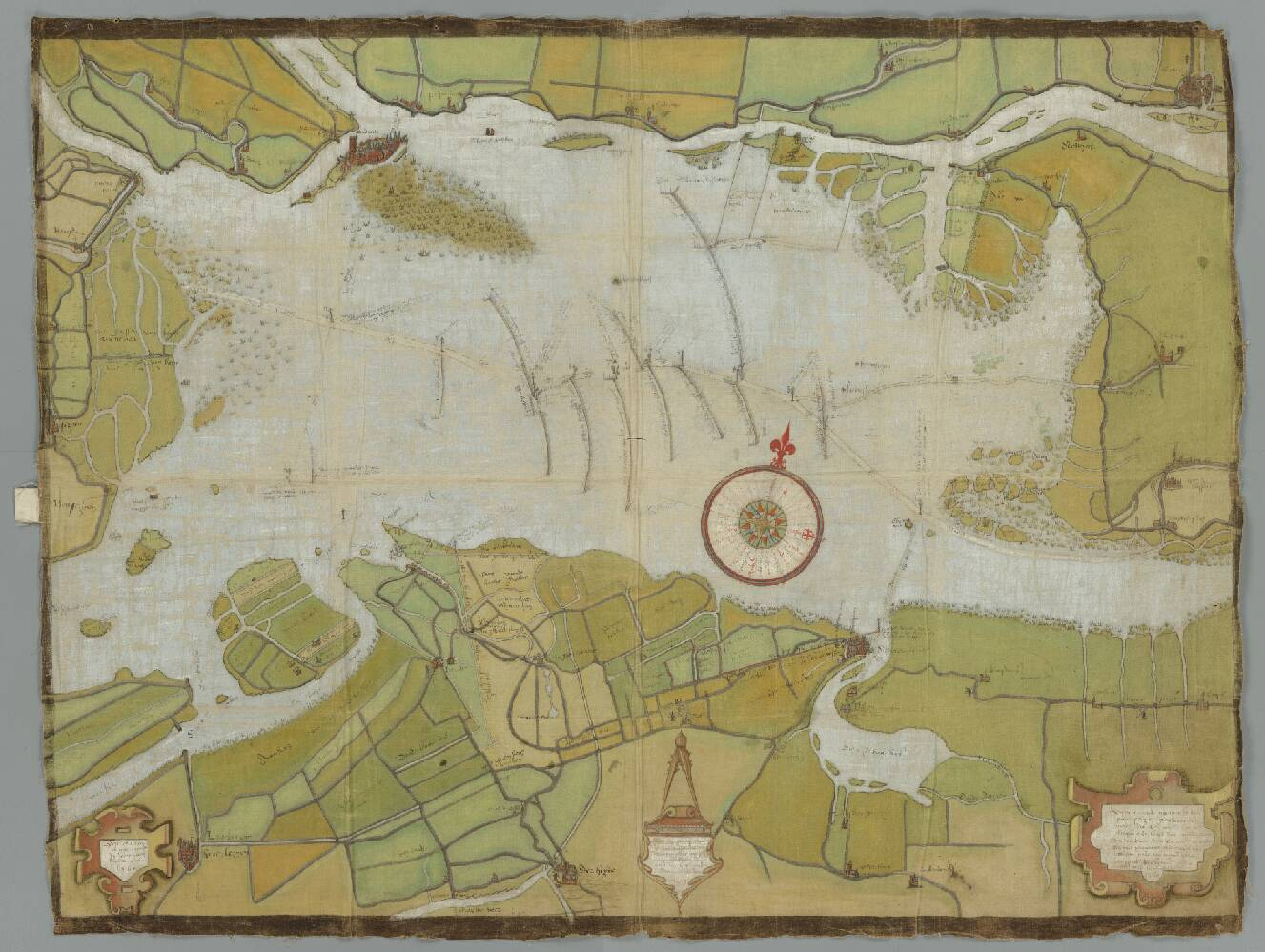
Kaart van de verdronken Zuid-Hollandse Waard, behorend bij het verbaal van commissarissen tot de designatie van de limieten der visserijen van de grafelijkheid van Holland, vervaardigd door Sluyter als landmeter van de Grafelijkheid van Holland in 1560. Linksboven op de kaart de stad Dordrecht.

Het belang van het vaststellen van de grens van de graafschappen had een economische achtergrond, namelijk het in kaart brengen van de visrechten die aan de graafschappen toebehoorden. Het Graafschap Holland en de Prins van Oranje, die regeerde over het gebied ten zuiden van de middeleeuwse Maas, betwistten de grens van het gebied en in 1560 werd een groot onderzoek gestart door de grafelijkheden om de loop van de oorspronkelijke rivier vast te stellen. De opdracht om deze grens opnieuw in kaart te brengen werd in het jaar 1560 door het Graafschap Holland aan Sluyter verstrekt. Kennelijk vertrouwden partijen elkaar niet volledig, want tegelijkertijd werd door de Prins van Oranje eenzelfde opdracht verstrekt aan de landmeter Cornelis Pietersz.  

## Werkwijze

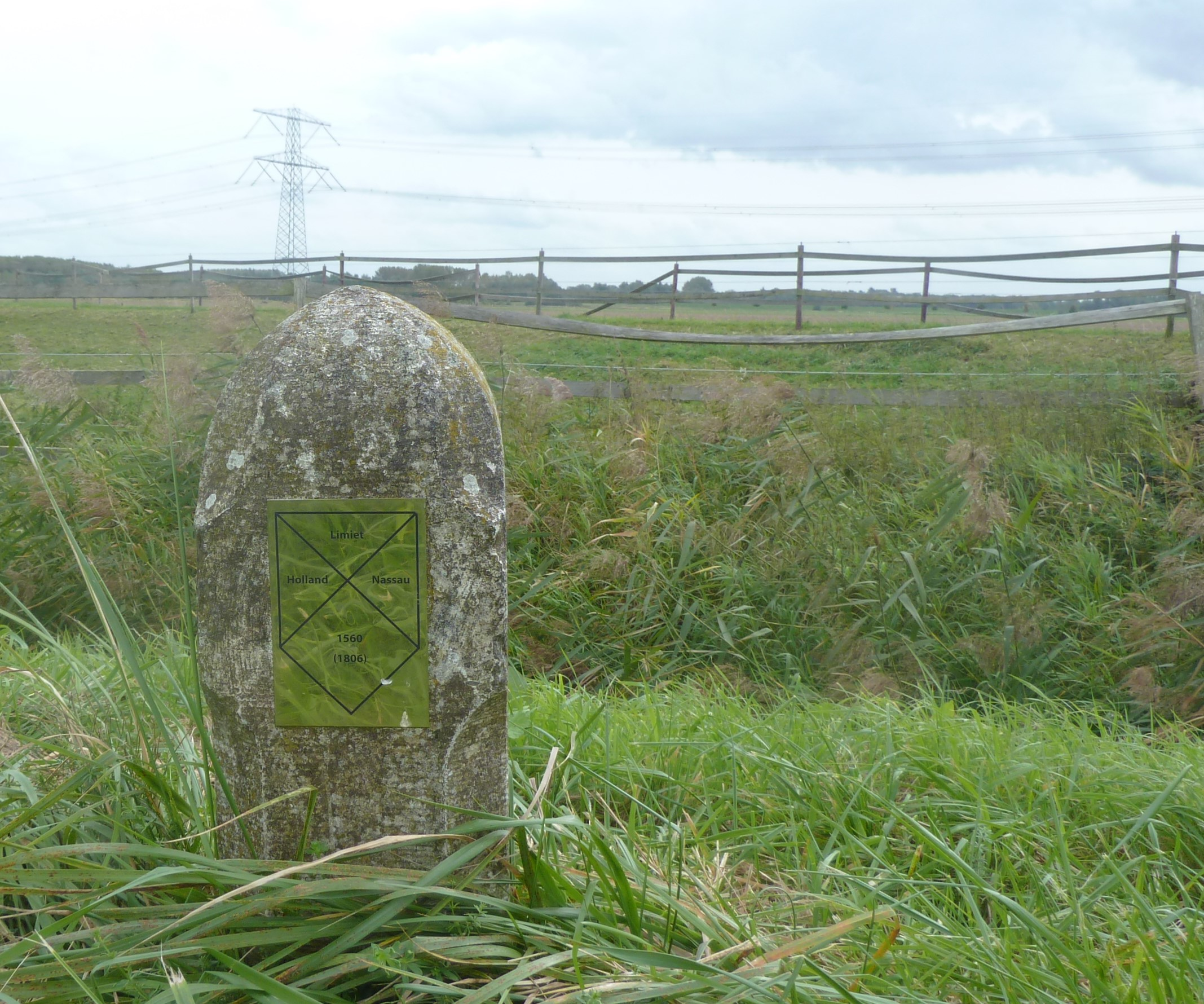
Limietpaal van Twintighoeven Dordrecht. Deze in 2014 geplaatste paal duidt de grens tussen de graafschappen Nassau en Holland en staat in het midden van de loop van de voormalige Middeleeuwse Maas.

Met hulp van lokaal goed bekende vissers en boeren werd vanuit roeiboten de bodem afgetast met lange ijzeren staven. Werd er kleigrond met schelpen aangetroffen, dan moest dat de oude bedding zijn van de rivier. De teruggevonden loop van de Maas werd gemarkeerd met bolbakens, ook bekend als limietpalen, die het midden van de voormalige rivier markeerden. Met behulp van deze metingen heeft Sluyter zijn kaart getekend. De bolbakens werden genummerd. Niet de gehele loop van de rivier kon worden bepaald: vanaf baken 8 was de bodem door ongeveer 150 jaar getijdenwerking verstoord. Gesteld werd toen dat de Maas in een rechte lijn van daar naar de dam in de Maas bij Maasdam had gelopen.  

## Molenstenen

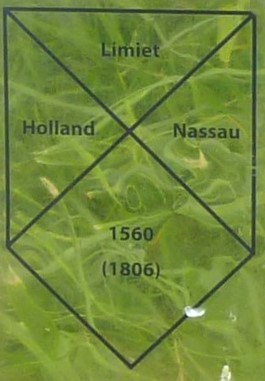
Plaquette op de limietpaal van Twintighoeven.

De vissers trokken zich weinig aan van de bolbakens en verplaatsen die naar eigen inzichten. Om die reden werden de bolbakens in 1564 vastgemaakt aan molenstenen die vervolgens werden afgezonken. De enige hulpmiddelen die Sluyter ten dienste stonden waren driehoeksmetingen op torens in de omgeving. De molensteen waaraan bolbaken 1 werd vastgemaakt is in 1991 door leden van de Archiefkring Hank teruggevonden op een afstand van minder dan tien meter van de plaats die door Sluyter was aangegeven. Dit toont de nauwkeurigheid van zijn kaart.
De grens tussen de graafschappen Holland en Nassau - en dus ook de loop van de voormalige Maas - liep dwars door het huidige Eiland van Dordrecht. In 1806 werd langs de Wieldrechtse Zeedijk ter hoogte van de kruising met de Bovenweg (toen Bovenkade genaamd) een limietpaal geplaatst die het midden van de in 1560 gereconstrueerde Maasbedding duidde. Deze paal is in 2012 bij maaiwerkzaamheden vernield. In 2014 is op dezelfde plaats een vervangende paal geplaatst. Op deze paal is een plakkaat aangebracht die verwijst naar de graafschappen en relevante jaartallen.

## Activiteiten elders
Het vervaardigen van de kaart die de loop van de historische Maas aangeeft, was Sluyters meest bekende werk. In de jaren erna heeft hij echter een belangrijke rol gespeeld bij de waterwerken in en rond Dordrecht. Zijn laatste jaarwedden als landmeter in dienst van de stad Dordrecht ontving hij in 1572 en 1573. Hierna is niets meer over hem bekend.
Al gedurende zijn laatste jaren in Dordrecht was hij tevens actief buiten het Dordtse gebied. Zo maakte hij in 1569 een kopie van een kaart van het kleine Zilkerduin in het ambacht Noordwijkerhout.